# Mesolelaps cyaneiventris
Mesolelaps cyaneiventris is een vliesvleugelig insect uit de familie Pteromalidae. De wetenschappelijke naam is voor het eerst geldig gepubliceerd in 1901 door Ashmead.